# Anny Zika
Irma Anny Zika, född Naumann 9 maj 1914 i Tyskland, död 6 maj 1996 i Vallentuna, Stockholms län, , var en svensk skådespelare och dansare.
Hon är begravd på Norra begravningsplatsen utanför Stockholm.

## Filmografi
Roller
- 1951 – Spöke på semester
- 1951 – 91:an Karlssons bravader

Dansare
- 1950 – Södrans revy